# Libnotes (Laosa) impensa
Libnotes (Laosa) impensa is een tweevleugelige uit de familie steltmuggen (Limoniidae). De soort komt voor in het Oriëntaals gebied.